# Gran Premio motociclistico del Portogallo 2006
Il Gran Premio motociclistico del Portogallo 2006 corso il 15 ottobre, è stato il sedicesimo Gran Premio della stagione 2006 e ha visto vincere: la Honda di Toni Elías nella classe MotoGP, Andrea Dovizioso nella classe 250 e Álvaro Bautista nella classe 125.

## MotoGP

### Arrivati al traguardo
| Pos | Nº | Pilota            | Squadra              | Motocicletta | Giri | Tempo     | Griglia | Punti |
| --- | -- | ----------------- | -------------------- | ------------ | ---- | --------- | ------- | ----- |
| 1   | 24 | Toni Elías        | Fortuna Honda        | Honda        | 28   | 46:08.739 | 11      | 25    |
| 2   | 46 | Valentino Rossi   | Camel Yamaha         | Yamaha       | 28   | +0.002    | 1       | 20    |
| 3   | 10 | Kenny Roberts Jr  | Team Roberts         | KR211V       | 28   | +0.176    | 13      | 16    |
| 4   | 5  | Colin Edwards     | Camel Yamaha         | Yamaha       | 28   | +0.864    | 2       | 13    |
| 5   | 6  | Makoto Tamada     | Konica Minolta Honda | Honda        | 28   | +18.419   | 14      | 11    |
| 6   | 21 | John Hopkins      | Rizla Suzuki         | Suzuki       | 28   | +25.181   | 6       | 10    |
| 7   | 7  | Carlos Checa      | Tech 3 Yamaha        | Yamaha       | 28   | +29.348   | 9       | 9     |
| 8   | 33 | Marco Melandri    | Fortuna Honda        | Honda        | 28   | +31.813   | 15      | 8     |
| 9   | 71 | Chris Vermeulen   | Rizla Suzuki         | Suzuki       | 28   | +40.117   | 12      | 7     |
| 10  | 17 | Randy de Puniet   | Kawasaki Racing      | Kawasaki     | 28   | +41.496   | 16      | 6     |
| 11  | 66 | Alex Hofmann      | Pramac d'Antín       | Ducati       | 28   | +41.533   | 18      | 5     |
| 12  | 65 | Loris Capirossi   | Ducati Marlboro      | Ducati       | 28   | +44.776   | 10      | 4     |
| 13  | 77 | James Ellison     | Tech 3 Yamaha        | Yamaha       | 28   | +1:19.113 | 17      | 3     |
| 14  | 30 | José Luis Cardoso | Pramac d'Antín       | Ducati       | 28   | +1:40.716 | 19      | 2     |
| 15  | 8  | Garry McCoy       | Ilmor SRT            | Ilmor X3     | 24   | +4 giri   | 20      | 1     |

### Ritirati
| Nº | Pilota         | Squadra         | Motocicletta | Giri | Griglia |
| -- | -------------- | --------------- | ------------ | ---- | ------- |
| 69 | Nicky Hayden   | Repsol Honda    | Honda        | 4    | 3       |
| 26 | Daniel Pedrosa | Repsol Honda    | Honda        | 4    | 4       |
| 27 | Casey Stoner   | Honda LCR       | Honda        | 1    | 5       |
| 15 | Sete Gibernau  | Ducati Marlboro | Ducati       | 1    | 8       |
| 56 | Shin'ya Nakano | Kawasaki Racing | Kawasaki     | 0    | 7       |

## Classe 250

### Arrivati al traguardo
| Pos | Nº | Pilota            | Squadra                     | Motocicletta | Giri | Tempo     | Griglia | Punti |
| --- | -- | ----------------- | --------------------------- | ------------ | ---- | --------- | ------- | ----- |
| 1   | 34 | Andrea Dovizioso  | Humangest Racing            | Honda        | 26   | 44:30.727 | 7       | 25    |
| 2   | 4  | Hiroshi Aoyama    | Red Bull KTM                | KTM          | 26   | +0.015    | 2       | 20    |
| 3   | 7  | Alex De Angelis   | Master - MVA Aspar          | Aprilia      | 26   | +0.348    | 6       | 16    |
| 4   | 15 | Roberto Locatelli | Team Toth                   | Aprilia      | 26   | +1.842    | 1       | 13    |
| 5   | 48 | Jorge Lorenzo     | Fortuna Aprilia             | Aprilia      | 26   | +6.402    | 4       | 11    |
| 6   | 55 | Yūki Takahashi    | Humangest Racing            | Honda        | 26   | +9.619    | 12      | 10    |
| 7   | 58 | Marco Simoncelli  | Squadra Corse Metis Gilera  | Gilera       | 26   | +14.303   | 3       | 9     |
| 8   | 50 | Sylvain Guintoli  | Equipe GP De France - Scrab | Aprilia      | 26   | +17.222   | 10      | 8     |
| 9   | 14 | Anthony West      | Kiefer - Bos - Racing       | Aprilia      | 26   | +34.819   | 11      | 7     |
| 10  | 80 | Héctor Barberá    | Fortuna Aprilia             | Aprilia      | 26   | +37.976   | 5       | 6     |
| 11  | 96 | Jakub Smrž        | Cardion AB Motoracing       | Aprilia      | 26   | +41.584   | 15      | 5     |
| 12  | 54 | Manuel Poggiali   | Red Bull KTM                | KTM          | 26   | +42.929   | 18      | 4     |
| 13  | 42 | Aleix Espargaró   | Wurth Honda BQR             | Honda        | 26   | +43.022   | 8       | 3     |
| 14  | 52 | David de Gea      | Repsol Honda                | Honda        | 26   | +43.040   | 13      | 2     |
| 15  | 8  | Andrea Ballerini  | Campetella Racing           | Aprilia      | 26   | +43.935   | 16      | 1     |
| 16  | 28 | Dirk Heidolf      | Kiefer - Bos - Racing       | Aprilia      | 26   | +59.454   | 17      |       |
| 17  | 37 | Fabricio Perrén   | Stop And Go Racing          | Honda        | 26   | +1:10.952 | 20      |       |
| 18  | 44 | Tarō Sekiguchi    | Campetella Racing           | Aprilia      | 26   | +1:15.390 | 19      |       |
| 19  | 24 | Jordi Carchano    | WTR Blauer USA              | Aprilia      | 26   | +1:17.577 | 21      |       |
| 20  | 23 | Arturo Tizón      | Wurth Honda BQR             | Honda        | 26   | +1:32.205 | 23      |       |
| 21  | 22 | Luca Morelli      | Nocable Angaia Racing       | Aprilia      | 25   | +1 giro   | 22      |       |
| 22  | 85 | Alessio Palumbo   | Matteoni Racing             | Aprilia      | 25   | +1 giro   | 26      |       |
| 23  | 75 | Luke Lawrence     | BM GroundWorks              | Yamaha       | 25   | +1 giro   | 29      |       |
| 24  | 32 | João Fernandes    | China Zongshen              | Aprilia      | 24   | +2 giri   | 27      |       |

### Ritirati
| Nº | Pilota               | Squadra                     | Motocicletta | Giri | Griglia |
| -- | -------------------- | --------------------------- | ------------ | ---- | ------- |
| 25 | Alex Baldolini       | Matteoni Racing             | Aprilia      | 25   | 14      |
| 73 | Shūhei Aoyama        | Repsol Honda                | Honda        | 15   | 9       |
| 16 | Jules Cluzel         | Equipe GP De France - Scrab | Aprilia      | 13   | 24      |
| 45 | Dan Linfoot          | Teng Tools Winona Racing    | Honda        | 11   | 28      |
| 65 | Alessandro Brannetti | Arie Molenaar Racing        | Honda        | 4    | 25      |

### Non qualificati
| Nº | Pilota      | Squadra        | Motocicletta |
| -- | ----------- | -------------- | ------------ |
| 59 | Ho Chi Fung | China Zongshen | Aprilia      |
| 56 | Su Rong Zai | China Zongshen | Aprilia      |

## Classe 125

### Arrivati al traguardo
| Pos | Nº | Pilota             | Squadra                    | Motocicletta | Giri | Tempo     | Griglia | Punti |
| --- | -- | ------------------ | -------------------------- | ------------ | ---- | --------- | ------- | ----- |
| 1   | 19 | Álvaro Bautista    | Master - MVA Aspar         | Aprilia      | 23   | 40:48.792 | 1       | 25    |
| 2   | 55 | Héctor Faubel      | Master - MVA Aspar         | Aprilia      | 23   | +15.098   | 2       | 20    |
| 3   | 36 | Mika Kallio        | Red Bull KTM               | KTM          | 23   | +15.112   | 11      | 16    |
| 4   | 52 | Lukáš Pešek        | Derbi Racing               | Derbi        | 23   | +15.745   | 3       | 13    |
| 5   | 60 | Julián Simón       | Red Bull KTM               | KTM          | 23   | +15.778   | 4       | 11    |
| 6   | 71 | Tomoyoshi Koyama   | Malaguti Ajo Corse         | Malaguti     | 23   | +27.588   | 7       | 10    |
| 7   | 32 | Fabrizio Lai       | Valsir Seedorf Racing      | Honda        | 23   | +27.609   | 6       | 9     |
| 8   | 14 | Gábor Talmácsi     | Humangest Racing           | Honda        | 23   | +27.652   | 8       | 8     |
| 9   | 24 | Simone Corsi       | Squadra Corse Metis Gilera | Gilera       | 23   | +31.877   | 18      | 7     |
| 10  | 11 | Sandro Cortese     | Elit - Caffe Latte         | Honda        | 23   | +38.878   | 15      | 6     |
| 11  | 44 | Karel Abraham      | Cardion AB Motoracing      | Aprilia      | 23   | +39.265   | 10      | 5     |
| 12  | 42 | Pol Espargaró      | Campetella Racing Junior   | Derbi        | 23   | +44.501   | 23      | 4     |
| 13  | 8  | Lorenzo Zanetti    | Skilled I.S.P.A. Racing    | Aprilia      | 23   | +44.543   | 22      | 3     |
| 14  | 12 | Federico Sandi     | SSM Racing                 | Aprilia      | 23   | +46.069   | 21      | 2     |
| 15  | 33 | Sergio Gadea       | Master - MVA Aspar         | Aprilia      | 23   | +48.087   | 12      | 1     |
| 16  | 54 | Randy Krummenacher | Red Bull ADAC KTM Junior   | KTM          | 23   | +59.731   | 27      |       |
| 17  | 34 | Esteve Rabat       | Wurth Honda BQR            | Honda        | 23   | +59.788   | 19      |       |
| 18  | 45 | Imre Tóth          | Team Toth                  | Aprilia      | 23   | +1:07.489 | 17      |       |
| 19  | 35 | Raffaele De Rosa   | Multimedia Racing          | Aprilia      | 23   | +1:07.519 | 26      |       |
| 20  | 49 | Kazuma Watanabe    | Humangest Racing           | Honda        | 23   | +1:21.367 | 34      |       |
| 21  | 16 | Michele Conti      | Valsir Seedorf Racing      | Honda        | 23   | +1:21.417 | 32      |       |
| 22  | 13 | Dino Lombardi      | 3C Racing                  | Aprilia      | 23   | +1:26.874 | 40      |       |
| 23  | 21 | Mateo Túnez        | Master - MVA Aspar         | Aprilia      | 23   | +1:29.379 | 36      |       |
| 24  | 43 | Manuel Hernández   | Nocable Angaia Racing      | Honda        | 23   | +1:29.402 | 29      |       |
| 25  | 37 | Joey Litjens       | Arie Molenaar Racing       | Honda        | 23   | +1:29.420 | 35      |       |
| 26  | 25 | Dominique Aegerter | Multimedia Racing          | Aprilia      | 23   | +1:30.416 | 28      |       |
| 27  | 67 | Blake Leigh-Smith  | Red Bull KTM Junior        | KTM          | 23   | +1:33.029 | 33      |       |
| 28  | 73 | Kazuya Otani       | Malaguti Ajo Corse         | Malaguti     | 23   | +1:33.112 | 39      |       |
| 29  | 95 | Georg Fröhlich     | Abink Bos Racing           | Honda        | 23   | +1:33.183 | 38      |       |
| 30  | 69 | Michal Sembera     | Kuja Racing                | Honda        | 22   | +1 giro   | 41      |       |

### Ritirati
| Nº | Pilota            | Squadra                  | Motocicletta | Giri | Griglia |
| -- | ----------------- | ------------------------ | ------------ | ---- | ------- |
| 18 | Nicolás Terol     | Derbi Racing             | Derbi        | 19   | 13      |
| 20 | Roberto Tamburini | Matteoni Racing          | Aprilia      | 19   | 24      |
| 53 | Simone Grotzkyj   | Campetella Racing Junior | Aprilia      | 19   | 31      |
| 90 | Hiroaki Kuzuhara  | WTR Blauer USA           | Aprilia      | 19   | 30      |
| 38 | Bradley Smith     | Repsol Honda             | Honda        | 15   | 20      |
| 75 | Mattia Pasini     | Master - MVA Aspar       | Aprilia      | 12   | 5       |
| 9  | Michael Ranseder  | Red Bull KTM Junior      | KTM          | 10   | 25      |
| 6  | Joan Olivé        | SSM Racing               | Aprilia      | 3    | 14      |
| 1  | Thomas Lüthi      | Elit - Caffe Latte       | Honda        | 3    | 16      |
| 63 | Mike Di Meglio    | FFM Honda Grand Prix 125 | Honda        | 1    | 9       |

### Non partiti
| Nº | Pilota              | Squadra           | Motocicletta | Griglia |
| -- | ------------------- | ----------------- | ------------ | ------- |
| 87 | Roberto Lacalendola | 3C Racing         | Aprilia      | 37      |
| 22 | Pablo Nieto         | Multimedia Racing | Aprilia      |         |